# Rugby a 15 nel 1965

## Attività internazionale

### Tornei Internazionali per club
Nel 1965 si disputa la seconda ed ultima edizione della Coppa dei Campioni di rugby.
|  | Coppa dei Campioni | Dinamo Bucarest |

### Altri incontri ufficiali
(Il tradizionale match tra Francia e Romania viene disputato nel quadro della Coppa delle Nazioni)
| Rijswijk 4 aprile 1965 | Paesi Bassi | 14 – 3 | Belgio |  |

| Lisbona 1º maggio 1965 | Portogallo | 9 – 12 | Spagna |  |

| Aalborg 13 giugno 1965 | Danimarca | 6 – 3 | Svezia |  |

| Berlino 1º ottobre 1965 | Germania Ovest | 48 – 8 | Paesi Bassi |  |

### Test Semiufficiali
| Hannover 17 aprile 1965 | Germania Ovest | 3 – 8 | Francia XV |  |

| San Donà 10 dicembre 1965 | Italia XV | 3 – 0 | Cecoslovacchia |  |

### Altri match
| Siviglia 19 aprile 1965 | Spagna | 6 – 29 | Royal Air Force |  |

| Liegi 24 ottobre 1965 | Belgio | 17 – 6 | Assia |  |

| Dunkerque 11 novembre 1965 | Fiandre | 3 – 3 | Belgio |  |

## La nazionale italiana
Due soli test per la nazionale italiana: quello pasquale con la Francia e quello di novembre con la Cecoslovacchia valido per la Coppa delle Nazioni 1965-66.
| Arbitro: | Hughes |

| |            | |
| 17' m. Ruper tr.Lacaze 38' m. Gruarin tr. Lacaze 43' m. Darruoy tr. Lacaze 78' m. Darrouy 74' m. Boniface | Marcatori  | |
| 15 Claude Lacaze 14 Bernard Duprat, 11 Christian Darrouy 13 Jo Maso, 12 Jean-Claude Lagrange 10 Jean-Claude Roques, 9 Marcel Puget 8 Andre Herrero, 7 Michel Crauste (c), 6 Jean-Joseph Rupert 5 Walter Spanghero, 4 Benoit Dauga 3 Arnaldo Gruarin, 2 Jean-Michel Cabanier, 1 Jean-Claude Berejnoi | Formazioni | 15 Ettore Giugovaz 14 Giorgio Troncon, 11 Vittorio Ambron 13 Andrea d'Alberton, 12 Roberto Luise III 10 Francesco Soro II, 9 Elio Fusco 8 Antonio di Zitti (c), 7 Giancarlo Degli Antoni, 6 Marco Bollesan 5 Franco Piccinini, 4 Ivo Mazzucchelli 3 Enzo Bellinazzo, 2 Oreste Venè, 1 Franco Mazzantini |

| Arbitro: | Cuny |

|                                                          |           |  |
| 3' m. Armellin 20' m. Ambron 69 ' m. Ambron tr. Speziali | Marcatori |  |

La squadra B disputa tre match di cui due in un breve tour in Polonia.
| Praga 6 giugno 1965 | Cecoslovacchia | 5 – 14 | Italia B |  |

| Bytom 13 giugno 1965 | Polonia | 6 – 12 | Italia B |  |

| San Donà di Piave 10 dicembre 1965 | Italia XV | 3 – 0 | Cecoslovacchia |  |

## I Barbarians
Nel 1965 la squadra ad inviti dei Barbarians ha disputato i seguenti incontri:
| Northampton 25 marzo 1965 | East Midlands | 15 – 10 | Barbarians |  |

| Penarth 16 aprile 1965 | Penarth RFC | 13 – 26 | Barbarians |  |

| Cardiff 17 aprile 1965 | Cardiff RFC | 11 – 14 | Barbarians | Arms park |

| Swansea 19 aprile 1965 | Swansea RFC | 9 – 8 | Barbarians | St. Helen's |

| Newport 20 aprile 1965 | Newport RFC | 9 – 8 | Barbarians | Rodney Parade |

| Hartlepool 2 ottobre 1965 | Hartlepool Rovers | 8 – 35 | Barbarians |  |

| Bradford 4 ottobre 1965 | Bradford | 3 – 47 | Barbarians |  |

| Llanelli 2 novembre 1965 | Llanelli RFC | 15 – 28 | Barbarians | Stradey Park |

| Leicester 28 dicembre 1965 | Leicester Tigers | 14 – 10 | Barbarians | (Welford Road) |

## Campionati nazionali
| Sudafrica            | Currie Cup               | non assegnata             |
| Nuovo Galles del Sud | Shute Shield             | Randwick                  |
| Argentina            | Camp. di Buenos Aires    | C.U.B.A.                  |
|                      | Camp. Argentino          | Unión de Rugby de Rosario |
| Francia              | Campionato 1964-65       | Agen                      |
|                      | Challenge Yves du Manoir | Cognac                    |
| Inghilterra          | Campionato delle Contee  | Warwickshire              |
| Irlanda              | Interprovinciale         | Munster Rugby             |
| Italia               | Campionato               | Partenope Rugby           |
| Romania              | Campionato               | Dinamo Bucarest           |
| Portogallo           | Coppa                    | Benfica                   |
| Spagna               | Copa del Rey             | Barcellona                |
| Brasile              | Campionato               | São Paulo Athletic Club   |